# Anzasco
Anzasco (en piémontais : Anzasch) est un hameau (ou frazione) de la commune de Piverone dans la province de Turin dans la région du Piémont en Italie. Sa population s'élevait à 99 habitants en 2011.
On l'appelle parfois le Lido de Anzasco car la frazione est au bord du lac de Viverone.